# NGC 1005
NGC 1005 је елиптична галаксија у сазвежђу Персеј која се налази на NGC листи објеката дубоког неба.
Деклинација објекта је + 41° 29' 36" а ректасцензија 2h 39m 27,6s. Привидна величина (магнитуда) објекта NGC 1005 износи 13,8 а фотографска магнитуда 14,8. NGC 1005 је још познат и под ознакама MCG 7-6-52, CGCG 539-71, PGC 10062.